# Hrabstwo Albemarle

Piramida wieku hrabstwa

Hrabstwo Albemarle – hrabstwo w USA, w stanie Wirginia, według spisu z 2000 roku liczba ludności wynosiła 92 035. Siedzibą hrabstwa jest Charlottesville

## Geografia
Według spisu hrabstwo zajmuje powierzchnię 1881 km², z czego 1872 km² stanowią lądy, a 9 km² – wody.

### CDP
- Crozet
- Esmont
- Free Union
- Hollymead
- Ivy
- Pantops
- Piney Mountain
- Rivanna

### Sąsiednie hrabstwa
- Hrabstwo Greene
- Hrabstwo Orange
- Hrabstwo Louisa
- Hrabstwo Fluvanna
- Hrabstwo Buckingham
- Hrabstwo Nelson
- Hrabstwo Augusta
- Hrabstwo Rockingham